# Catedral de Karlstad
A Catedral de Karlstad ou Carlostádio (em sueco: Karlstads domkyrka) é uma catedral localizada em Karlstad, na Suécia. Começou a ser construída em 1723, foi inaugurada em 1730, e ficou pronta em 1737. É sede da diocese de Karlstad, uma das 13 dioceses da Igreja da Suécia. Tem a forma de cruz, e está construída em tijolo e pedra natural, com fachada em cor branca, no estilo barroco. Tem capacidade para acolher 800 pessoas.